# Cryptonychus apiciornis
Cryptonychus apiciornis es una especie de insecto coleóptero de la familia Chrysomelidae.
Fue descrita científicamente en 1899 por Kolbe.